# 2013-as IIHF divízió II-es jégkorong-világbajnokság
A 2013-as IIHF divízió II-es jégkorong-világbajnokság A csoportját április 14. és 20. között Zágrábban, Horvátországban, a B csoportját április 21. és 27. között İzmitben, Törökországban rendezték.

## Résztvevők
A világbajnokságon az alábbi 6–6 válogatott vett részt.
A csoport
| Csapat        | Kvalifikáció módja                                                      |
| ------------- | ----------------------------------------------------------------------- |
| Ausztrália    | Előző évben a divízió I B csoportjának 6. helyén végzett és kiesett.    |
| Spanyolország | Előző évben a divízió II A csoportjának 2. helyén végzett.              |
| Horvátország  | Rendező, előző évben a divízió II A csoportjának 3. helyén végzett.     |
| Izland        | Előző évben a divízió II A csoportjának 4. helyén végzett.              |
| Szerbia       | Előző évben a divízió II A csoportjának 5. helyén végzett.              |
| Belgium       | Előző évben a divízió II B csoportjának 1. helyén végzett és feljutott. |

B csoport
| Csapat      | Kvalifikáció módja                                                    |
| ----------- | --------------------------------------------------------------------- |
| Új-Zéland   | Előző évben a divízió II A csoportjának 6. helyén végzett és kiesett. |
| Kína        | Előző évben a divízió II B csoportjának 2. helyén végzett.            |
| Bulgária    | Előző évben a divízió II B csoportjának 3. helyén végzett.            |
| Mexikó      | Előző évben a divízió II B csoportjának 4. helyén végzett.            |
| Izrael      | Előző évben a divízió II B csoportjának 5. helyén végzett.            |
| Törökország | Rendező, Előző évben a divízió III 1. helyén végzett és feljutott.    |

## Játékvezetők
Az IIHF 11 vezetőbírót és 14 vonalbírót jelölt ki a tornára. Az A csoport küzdelmeire 7 vezetőbírót és 7 vonalbíró, míg a B csoport küzdelmeire 4 vezetőbírót és 7 vonalbírót jelöltek ki.
A csoport
| Vezetőbírók - Alexandre Bourreau - Kincses Gergely - Daniel Gamper - Marc Wiegand | Vonalbírók - Florian Hofer - Andrei Haurylenka - Cao Jian - Trpimir Piragić - Marko Saković - James Kavanagh - Mihai-Ariel Trandafir |

B csoport
| Vezetőbírók - Vladimir Nalivaiko - Tim Tzirtziganis - Igor Tsernyshov - Viki Trilar | Vonalbírók - Mart Eerme - Mathieu Loos - Mergen Kaydarov - Tibor Fazekas - Sergio Biec Cebrian - Erhan Bulut - Cemal Ersin Kaya |

## Eredmények
A mérkőzések kezdési időpontja helyi idő szerint vannak feltüntetve.

### A csoport
| Jelmagyarázat               |
| --------------------------- |
| Feljutott a divízió I B-be. |
| Kiesett a divízió II B-be.  |

| Nemzet        | M | Gy | HGy | HV | V | G+ | G- | Gk  | P  |
| ------------- | - | -- | --- | -- | - | -- | -- | --- | -- |
| Horvátország  | 5 | 5  | 0   | 0  | 0 | 27 | 8  | +19 | 15 |
| Belgium       | 5 | 3  | 0   | 0  | 2 | 15 | 13 | +2  | 9  |
| Izland        | 5 | 2  | 1   | 0  | 2 | 16 | 16 | 0   | 8  |
| Ausztrália    | 5 | 2  | 0   | 1  | 2 | 13 | 13 | 0   | 7  |
| Szerbia       | 5 | 2  | 0   | 0  | 3 | 14 | 21 | −7  | 6  |
| Spanyolország | 5 | 0  | 0   | 0  | 5 | 12 | 26 | −14 | 0  |

| 2013. április 14. 13:00 | Belgium | 4–1 (2–0, 1–1, 1–0) | Izland | Dom Sportova, Zágráb Nézőszám: 65 |

| Jegyzőkönyv | Jegyzőkönyv    | Jegyzőkönyv                         | Jegyzőkönyv     | Jegyzőkönyv                                                                      |
| --- | -------------- | ----------------------------------- | --------------- | -------------------------------------------------------------------------------- |
| | Bjorn Steijlen | Kapusok                             | Dennis Hedström | Játékvezető: Alexandre Bourreau Vonalbírók: James Kavanagh Mihai-Ariel Trandafir |
| \| B. Vercammen (V. Morgan) – 11:25 \| 1–0 \| \| \| J. Raekelboom (M. Morgan, V. Gyesbreghs) – 17:11 \| 2–0 \| \| \| \| 2–1 \| 30:50 – E. Alengaard (U. Andresson) \| \| M. Morgan (V. Morgan, D. Geerts) – 35:49 \| 3–1 \| \| \| J. Engelen (V. Morgan) – 40:15 \| 4–1 \| \| |                |                                     |                 | Játékvezető: Alexandre Bourreau Vonalbírók: James Kavanagh Mihai-Ariel Trandafir |
| 12 perc | Büntetések     | 12 perc                             |                 | Játékvezető: Alexandre Bourreau Vonalbírók: James Kavanagh Mihai-Ariel Trandafir |
| 50 | Lövések        | 29                                  |                 | Játékvezető: Alexandre Bourreau Vonalbírók: James Kavanagh Mihai-Ariel Trandafir |
| B. Vercammen (V. Morgan) – 11:25 | 1–0            |                                     |                 | Játékvezető: Alexandre Bourreau Vonalbírók: James Kavanagh Mihai-Ariel Trandafir |
| J. Raekelboom (M. Morgan, V. Gyesbreghs) – 17:11 | 2–0            |                                     |                 | Játékvezető: Alexandre Bourreau Vonalbírók: James Kavanagh Mihai-Ariel Trandafir |
| | 2–1            | 30:50 – E. Alengaard (U. Andresson) |                 | Játékvezető: Alexandre Bourreau Vonalbírók: James Kavanagh Mihai-Ariel Trandafir |
| M. Morgan (V. Morgan, D. Geerts) – 35:49 | 3–1            |                                     |                 |                                                                                  |
| J. Engelen (V. Morgan) – 40:15 | 4–1            |                                     |                 |                                                                                  |

| 2013. április 14. 16:30 | Horvátország | 3–1 (1–1, 1–0, 1–0) | Ausztrália | Dom Sportova, Zágráb Nézőszám: 1500 |

| Jegyzőkönyv | Jegyzőkönyv      | Jegyzőkönyv                    | Jegyzőkönyv    | Jegyzőkönyv                                                              |
| --- | ---------------- | ------------------------------ | -------------- | ------------------------------------------------------------------------ |
| | Mate Tomljenović | Kapusok                        | Anthony Kimlin | Játékvezető: Kincses Gergely Vonalbírók: Andrei Haurylenka Florian Hofer |
| \| \| 0–1 \| 01:18 – W. Darge (D. Corstens) \| \| D. Kanaet (M. Blagus, B. Rendulić) – 13:32 \| 1–1 \| \| \| J. Prpic (J. Hecimovic) (PP) – 21:30 \| 2–1 \| \| \| J. Hecimovic (A. Sertich) (PP) – 56:39 \| 3–1 \| \| |                  |                                |                | Játékvezető: Kincses Gergely Vonalbírók: Andrei Haurylenka Florian Hofer |
| 8 perc | Büntetések       | 6 perc                         |                | Játékvezető: Kincses Gergely Vonalbírók: Andrei Haurylenka Florian Hofer |
| 42 | Lövések          | 23                             |                | Játékvezető: Kincses Gergely Vonalbírók: Andrei Haurylenka Florian Hofer |
| | 0–1              | 01:18 – W. Darge (D. Corstens) |                | Játékvezető: Kincses Gergely Vonalbírók: Andrei Haurylenka Florian Hofer |
| D. Kanaet (M. Blagus, B. Rendulić) – 13:32 | 1–1              |                                |                | Játékvezető: Kincses Gergely Vonalbírók: Andrei Haurylenka Florian Hofer |
| J. Prpic (J. Hecimovic) (PP) – 21:30 | 2–1              |                                |                | Játékvezető: Kincses Gergely Vonalbírók: Andrei Haurylenka Florian Hofer |
| J. Hecimovic (A. Sertich) (PP) – 56:39 | 3–1              |                                |                |                                                                          |

| 2013. április 14. 20:15 | Spanyolország | 3–4 (1–1, 1–1, 1–2) | Szerbia | Dom Sportova, Zágráb Nézőszám: 150 |

| Jegyzőkönyv | Jegyzőkönyv  | Jegyzőkönyv                                             | Jegyzőkönyv   | Jegyzőkönyv                                                         |
| --- | ------------ | ------------------------------------------------------- | ------------- | ------------------------------------------------------------------- |
| | Luis Sokolov | Kapusok                                                 | Milan Luković | Játékvezető: Marc Wiegand Vonalbírók: Trpimir Piragič Marko Sakovič |
| \| O. Boronat (E. Paz, P. Muñoz) (PP) – 14:22 \| 1–0 \| \| \| \| 1–1 \| 18:38 – M. Sretović (M. Brkušanin) (PP) \| \| \| 1–2 \| 36:50 – M. Brkušanin (M. Milovanović, N. Janković) (PP) \| \| J. García Arias (PS) – 37:01 \| 2–2 \| \| \| \| 2–3 \| 46:24 – N. Janković (M. Sretović, A. Luković) \| \| \| 2–4 \| 49:09 – A. Despotović (N. Vučurević, D. Filipović) \| \| O. Boronat (P. Puyuelo) – 51:54 \| 3–4 \| \| |              |                                                         |               | Játékvezető: Marc Wiegand Vonalbírók: Trpimir Piragič Marko Sakovič |
| 18 perc | Büntetések   | 10 perc                                                 |               | Játékvezető: Marc Wiegand Vonalbírók: Trpimir Piragič Marko Sakovič |
| 31 | Lövések      | 32                                                      |               | Játékvezető: Marc Wiegand Vonalbírók: Trpimir Piragič Marko Sakovič |
| O. Boronat (E. Paz, P. Muñoz) (PP) – 14:22 | 1–0          |                                                         |               | Játékvezető: Marc Wiegand Vonalbírók: Trpimir Piragič Marko Sakovič |
| | 1–1          | 18:38 – M. Sretović (M. Brkušanin) (PP)                 |               | Játékvezető: Marc Wiegand Vonalbírók: Trpimir Piragič Marko Sakovič |
| | 1–2          | 36:50 – M. Brkušanin (M. Milovanović, N. Janković) (PP) |               | Játékvezető: Marc Wiegand Vonalbírók: Trpimir Piragič Marko Sakovič |
| J. García Arias (PS) – 37:01 | 2–2          |                                                         |               |                                                                     |
| | 2–3          | 46:24 – N. Janković (M. Sretović, A. Luković)           |               |                                                                     |
| | 2–4          | 49:09 – A. Despotović (N. Vučurević, D. Filipović)      |               |                                                                     |
| O. Boronat (P. Puyuelo) – 51:54 | 3–4          |                                                         |               |                                                                     |

| 2013. április 15. 13:00 | Ausztrália | 2–3 (sz.) (1–2, 0–0, 1–0) (h.u.: 0–0) (sz.: 0–1) | Izland | Dom Sportova, Zágráb Nézőszám: 63 |

| Jegyzőkönyv | Jegyzőkönyv    | Jegyzőkönyv                                          | Jegyzőkönyv     | Jegyzőkönyv                                                                 |
| --- | -------------- | ---------------------------------------------------- | --------------- | --------------------------------------------------------------------------- |
| | Anthony Kimlin | Kapusok                                              | Dennis Hedstrom | Játékvezető: Marc Wiegand Vonalbírók: Trpimir Piragič Mihai-Ariel Trandafir |
| \| \| 0–1 \| 04:51 – R. Pålsson (E. Alengaard, J. Gislason) (PP2) \| \| \| 0–2 \| 06:24 – P. Maack (E. Alengaard, B. Sigurðarson) (PP) \| \| C. Todd (L. Webster) (PP) – 07:49 \| 1–2 \| \| \| D. Corstens (S. Wilson, J. Kyros) – 49:34 \| 2–2 \| \| |                |                                                      |                 | Játékvezető: Marc Wiegand Vonalbírók: Trpimir Piragič Mihai-Ariel Trandafir |
| T. Powell L. Webster W. Darge W. Darge | Szétlövés      | E. Alengaard R. Hedstrom J. Gislason E. Alengaard    |                 | Játékvezető: Marc Wiegand Vonalbírók: Trpimir Piragič Mihai-Ariel Trandafir |
| 12 perc | Büntetések     | 8 perc                                               |                 | Játékvezető: Marc Wiegand Vonalbírók: Trpimir Piragič Mihai-Ariel Trandafir |
| 27 | Lövések        | 31                                                   |                 | Játékvezető: Marc Wiegand Vonalbírók: Trpimir Piragič Mihai-Ariel Trandafir |
| | 0–1            | 04:51 – R. Pålsson (E. Alengaard, J. Gislason) (PP2) |                 | Játékvezető: Marc Wiegand Vonalbírók: Trpimir Piragič Mihai-Ariel Trandafir |
| | 0–2            | 06:24 – P. Maack (E. Alengaard, B. Sigurðarson) (PP) |                 | Játékvezető: Marc Wiegand Vonalbírók: Trpimir Piragič Mihai-Ariel Trandafir |
| C. Todd (L. Webster) (PP) – 07:49 | 1–2            |                                                      |                 |                                                                             |
| D. Corstens (S. Wilson, J. Kyros) – 49:34 | 2–2            |                                                      |                 |                                                                             |

| 2013. április 15. 16:30 | Szerbia | 0–4 (0–1, 0–0, 0–3) | Belgium | Dom Sportova, Zágráb Nézőszám: 114 |

| Jegyzőkönyv | Jegyzőkönyv   | Jegyzőkönyv                                        | Jegyzőkönyv    | Jegyzőkönyv                                                     |
| --- | ------------- | -------------------------------------------------- | -------------- | --------------------------------------------------------------- |
| | Milan Luković | Kapusok                                            | Bjorn Steijlen | Játékvezető: Kincses Gergely Vonalbírók: Cao Jian Florian Hofer |
| \| \| 0–1 \| 14:04 – J. Engelen (V. Morgan, D. Geerts) \| \| \| 0–2 \| 43:19 – B. Vercammen (M. Morgan) \| \| \| 0–3 \| 49:34 – J. Vercammen (J. Raekelboom, B. Vercammen) \| \| \| 0–4 \| 53:19 – M. Morgan (V. Gyesbreghs, J. Engelen) (PP) \| |               |                                                    |                | Játékvezető: Kincses Gergely Vonalbírók: Cao Jian Florian Hofer |
| 10 perc | Büntetések    | 18 perc                                            |                | Játékvezető: Kincses Gergely Vonalbírók: Cao Jian Florian Hofer |
| 30 | Lövések       | 34                                                 |                | Játékvezető: Kincses Gergely Vonalbírók: Cao Jian Florian Hofer |
| | 0–1           | 14:04 – J. Engelen (V. Morgan, D. Geerts)          |                | Játékvezető: Kincses Gergely Vonalbírók: Cao Jian Florian Hofer |
| | 0–2           | 43:19 – B. Vercammen (M. Morgan)                   |                | Játékvezető: Kincses Gergely Vonalbírók: Cao Jian Florian Hofer |
| | 0–3           | 49:34 – J. Vercammen (J. Raekelboom, B. Vercammen) |                | Játékvezető: Kincses Gergely Vonalbírók: Cao Jian Florian Hofer |
| | 0–4           | 53:19 – M. Morgan (V. Gyesbreghs, J. Engelen) (PP) |                |                                                                 |

| 2013. április 15. 20:15 | Spanyolország | 2–6 (0–4, 1–1, 1–1) | Horvátország | Dom Sportova, Zágráb Nézőszám: 2500 |

| Jegyzőkönyv | Jegyzőkönyv                 | Jegyzőkönyv                                        | Jegyzőkönyv      | Jegyzőkönyv                                                              |
| --- | --------------------------- | -------------------------------------------------- | ---------------- | ------------------------------------------------------------------------ |
| | Luis Sokolov Bruno González | Kapusok                                            | Mate Tomljenović | Játékvezető: Daniel Gamper Vonalbírók: Andrei Haurylenka James Kavanaghq |
| \| \| 0–1 \| 08:22 – J. Prpic (J. Hecimovic) \| \| \| 0–2 \| 10:54 – J. Hecimovic (M. Lovrenčić, J. Prpic) \| \| \| 0–3 \| 13:08 – B. Rendulić (M. Lovrenčić) (SH) \| \| \| 0–4 \| 16:18 – J. Hecimovic (M. Novak, J. Prpic) (PP) \| \| P. González (P. Puyuelo) (SH) – 27:56 \| 1–4 \| \| \| \| 1–5 \| 38:27 – M. Novak (J. Prpic, A. Sertich) (PP) \| \| P. González (SH) – 46:17 \| 2–5 \| \| \| \| 2–6 \| 55:17 – J. Prpic (M. Lovrenčić, I. Jacmenjak) (SH) \| |                             |                                                    |                  | Játékvezető: Daniel Gamper Vonalbírók: Andrei Haurylenka James Kavanaghq |
| 20 perc | Büntetések                  | 16 perc                                            |                  | Játékvezető: Daniel Gamper Vonalbírók: Andrei Haurylenka James Kavanaghq |
| 23 | Lövések                     | 39                                                 |                  | Játékvezető: Daniel Gamper Vonalbírók: Andrei Haurylenka James Kavanaghq |
| | 0–1                         | 08:22 – J. Prpic (J. Hecimovic)                    |                  | Játékvezető: Daniel Gamper Vonalbírók: Andrei Haurylenka James Kavanaghq |
| | 0–2                         | 10:54 – J. Hecimovic (M. Lovrenčić, J. Prpic)      |                  | Játékvezető: Daniel Gamper Vonalbírók: Andrei Haurylenka James Kavanaghq |
| | 0–3                         | 13:08 – B. Rendulić (M. Lovrenčić) (SH)            |                  | Játékvezető: Daniel Gamper Vonalbírók: Andrei Haurylenka James Kavanaghq |
| | 0–4                         | 16:18 – J. Hecimovic (M. Novak, J. Prpic) (PP)     |                  |                                                                          |
| P. González (P. Puyuelo) (SH) – 27:56 | 1–4                         |                                                    |                  |                                                                          |
| | 1–5                         | 38:27 – M. Novak (J. Prpic, A. Sertich) (PP)       |                  |                                                                          |
| P. González (SH) – 46:17 | 2–5                         |                                                    |                  |                                                                          |
| | 2–6                         | 55:17 – J. Prpic (M. Lovrenčić, I. Jacmenjak) (SH) |                  |                                                                          |

| 2013. április 17. 13:00 | Ausztrália | 3–5 (1–2, 0–3, 2–0) | Szerbia | Dom Sportova, Zágráb Nézőszám: 52 |

| Jegyzőkönyv | Jegyzőkönyv    | Jegyzőkönyv                                         | Jegyzőkönyv       | Jegyzőkönyv                                                            |
| --- | -------------- | --------------------------------------------------- | ----------------- | ---------------------------------------------------------------------- |
| | Anthony Kimlin | Kapusok                                             | Arsenije Ranković | Játékvezető: Daniel Gamper Vonalbírók: Andrei Haurylenka Marko Saković |
| \| \| 0–1 \| 16:49 – M. Brkušanin (R. Sabadoš, N. Janković) (PP) \| \| Liam Webster (T. Powell) – 19:16 \| 1–1 \| \| \| \| 1–2 \| 19:45 – M. Sretović (M. Milovanović, N. Janković) \| \| \| 1–3 \| 23:16 – S. Ristić (M. Babić, N. Raković) \| \| \| 1–4 \| 28:28 – M. Milovanović (M. Sretović, M. Brkušanin) \| \| \| 1–5 \| 36:42 – A. Luković (N. Vučurević, M. Sretović) (EA) \| \| T. Powell (T. Graham, L. Webster) (PP2) – 56:39 \| 2–5 \| \| \| S. Stephenson (D. Corstens) – 59:49 \| 3–5 \| \| |                |                                                     |                   | Játékvezető: Daniel Gamper Vonalbírók: Andrei Haurylenka Marko Saković |
| 16 perc | Büntetések     | 22 perc                                             |                   | Játékvezető: Daniel Gamper Vonalbírók: Andrei Haurylenka Marko Saković |
| 55 | Lövések        | 28                                                  |                   | Játékvezető: Daniel Gamper Vonalbírók: Andrei Haurylenka Marko Saković |
| | 0–1            | 16:49 – M. Brkušanin (R. Sabadoš, N. Janković) (PP) |                   | Játékvezető: Daniel Gamper Vonalbírók: Andrei Haurylenka Marko Saković |
| Liam Webster (T. Powell) – 19:16 | 1–1            |                                                     |                   | Játékvezető: Daniel Gamper Vonalbírók: Andrei Haurylenka Marko Saković |
| | 1–2            | 19:45 – M. Sretović (M. Milovanović, N. Janković)   |                   | Játékvezető: Daniel Gamper Vonalbírók: Andrei Haurylenka Marko Saković |
| | 1–3            | 23:16 – S. Ristić (M. Babić, N. Raković)            |                   |                                                                        |
| | 1–4            | 28:28 – M. Milovanović (M. Sretović, M. Brkušanin)  |                   |                                                                        |
| | 1–5            | 36:42 – A. Luković (N. Vučurević, M. Sretović) (EA) |                   |                                                                        |
| T. Powell (T. Graham, L. Webster) (PP2) – 56:39 | 2–5            |                                                     |                   |                                                                        |
| S. Stephenson (D. Corstens) – 59:49 | 3–5            |                                                     |                   |                                                                        |

| 2013. április 17. 16:30 | Spanyolország | 3–6 (0–3, 0–1, 3–2) | Belgium | Dom Sportova, Zágráb Nézőszám: 123 |

| Jegyzőkönyv | Jegyzőkönyv    | Jegyzőkönyv                                  | Jegyzőkönyv                 | Jegyzőkönyv                                                                |
| --- | -------------- | -------------------------------------------- | --------------------------- | -------------------------------------------------------------------------- |
| | Bjorn Steijlen | Kapusok                                      | Bruno González Luis Sokolov | Játékvezető: Alexandre Bourreau Vonalbírók: James Kavanagh Trpimir Piragić |
| \| \| 0–1 \| 17:33 – M. Morgan (V. Morgan, D. Geerts) \| \| \| 0–2 \| 18:39 – V. Morgan \| \| \| 0–3 \| 19:30 – L. Maas (J. Raekelboom, B. Vercammen \| \| \| 0–4 \| 26:36 – V. Morgan (M. Morgan, N. de Herdt \| \| P. Muñoz (O. Boronat, J. García Arias) (PP2) – 40:44 \| 1–4 \| \| \| P. González (J. Brabo, P. Puyuelo) (PP) – 41:07 \| 2–4 \| \| \| \| 2–5 \| 50:28 – V. Morgan (M. Morgan) \| \| \| 2–6 \| 52:10 – D. Geerts (V. Morgan, N. de Herdt) \| \| Z. Martínez (J. Brabo) – 52:57 \| 3–6 \| \| |                |                                              |                             | Játékvezető: Alexandre Bourreau Vonalbírók: James Kavanagh Trpimir Piragić |
| 8 perc | Büntetések     | 12 perc                                      |                             | Játékvezető: Alexandre Bourreau Vonalbírók: James Kavanagh Trpimir Piragić |
| 33 | Lövések        | 40                                           |                             | Játékvezető: Alexandre Bourreau Vonalbírók: James Kavanagh Trpimir Piragić |
| | 0–1            | 17:33 – M. Morgan (V. Morgan, D. Geerts)     |                             | Játékvezető: Alexandre Bourreau Vonalbírók: James Kavanagh Trpimir Piragić |
| | 0–2            | 18:39 – V. Morgan                            |                             | Játékvezető: Alexandre Bourreau Vonalbírók: James Kavanagh Trpimir Piragić |
| | 0–3            | 19:30 – L. Maas (J. Raekelboom, B. Vercammen |                             | Játékvezető: Alexandre Bourreau Vonalbírók: James Kavanagh Trpimir Piragić |
| | 0–4            | 26:36 – V. Morgan (M. Morgan, N. de Herdt    |                             |                                                                            |
| P. Muñoz (O. Boronat, J. García Arias) (PP2) – 40:44 | 1–4            |                                              |                             |                                                                            |
| P. González (J. Brabo, P. Puyuelo) (PP) – 41:07 | 2–4            |                                              |                             |                                                                            |
| | 2–5            | 50:28 – V. Morgan (M. Morgan)                |                             |                                                                            |
| | 2–6            | 52:10 – D. Geerts (V. Morgan, N. de Herdt)   |                             |                                                                            |
| Z. Martínez (J. Brabo) – 52:57 | 3–6            |                                              |                             |                                                                            |

| 2013. április 17. 20:15 | Horvátország | 6–1 (1–0, 0–0, 5–1) | Izland | Dom Sportova, Zágráb Nézőszám: 1428 |

| Jegyzőkönyv | Jegyzőkönyv      | Jegyzőkönyv                           | Jegyzőkönyv                          | Jegyzőkönyv                                                     |
| --- | ---------------- | ------------------------------------- | ------------------------------------ | --------------------------------------------------------------- |
| | Mate Tomljenović | Kapusok                               | Dennis Hedstrom Snorri Sigurbergsson | Játékvezető: Kincses Gergely Vonalbírók: Cao Jian Florian Hofer |
| \| A. Sertich (J. Hecimovic, M. Lovrenčić) – 14:32 \| 1–0 \| \| \| M. Blagus (D. Kanaet, J. Hecimovic) – 43:38 \| 2–0 \| \| \| M. Lovrenčić (I. Jacmenjak, A. Sertich) – 48:24 \| 3–0 \| \| \| D. Kanaet 49:58 \| 4–0 \| \| \| J. Hecimovic (A. Sertich, J. Prpic) – 52:03 \| 5–0 \| \| \| T. Čunko (M. Novak) – 56:48 \| 6–0 \| \| \| \| 6–1 \| 58:05 – E. Alengaard (B. Sigurðarson) \| |                  |                                       |                                      | Játékvezető: Kincses Gergely Vonalbírók: Cao Jian Florian Hofer |
| 10 perc | Büntetések       | 6 perc                                |                                      | Játékvezető: Kincses Gergely Vonalbírók: Cao Jian Florian Hofer |
| 49 | Lövések          | 16                                    |                                      | Játékvezető: Kincses Gergely Vonalbírók: Cao Jian Florian Hofer |
| A. Sertich (J. Hecimovic, M. Lovrenčić) – 14:32 | 1–0              |                                       |                                      | Játékvezető: Kincses Gergely Vonalbírók: Cao Jian Florian Hofer |
| M. Blagus (D. Kanaet, J. Hecimovic) – 43:38 | 2–0              |                                       |                                      | Játékvezető: Kincses Gergely Vonalbírók: Cao Jian Florian Hofer |
| M. Lovrenčić (I. Jacmenjak, A. Sertich) – 48:24 | 3–0              |                                       |                                      | Játékvezető: Kincses Gergely Vonalbírók: Cao Jian Florian Hofer |
| D. Kanaet 49:58 | 4–0              |                                       |                                      |                                                                 |
| J. Hecimovic (A. Sertich, J. Prpic) – 52:03 | 5–0              |                                       |                                      |                                                                 |
| T. Čunko (M. Novak) – 56:48 | 6–0              |                                       |                                      |                                                                 |
| | 6–1              | 58:05 – E. Alengaard (B. Sigurðarson) |                                      |                                                                 |

| 2013. április 19. 13:00 | Izland | 6–3 (1–1, 1–1, 4–1) | Spanyolország | Dom Sportova, Zágráb Nézőszám: 80 |

| Jegyzőkönyv | Jegyzőkönyv     | Jegyzőkönyv                                | Jegyzőkönyv    | Jegyzőkönyv                                                           |
| --- | --------------- | ------------------------------------------ | -------------- | --------------------------------------------------------------------- |
| | Dennis Hedstrom | Kapusok                                    | Bruno González | Játékvezető: Daniel Gamper Vonalbírók: Cao Jian Mihai-Ariel Trandafir |
| \| \| 0–1 \| 15:43 – Z. Martínez (A. Vea, S. Barnola) \| \| B. Sigurðarson (O. Blondal, E. Alengaard) (PP) – 17:39 \| 1–1 \| \| \| B. Bergmann – 23:59 \| 2–1 \| \| \| \| 2–2 \| 36:26 – P. González (J. Muñoz, P. Puyuelo) \| \| R. Pålsson (O. Bjornsson, J. Leifsson) (PP) – 44:14 \| 3–2 \| \| \| O. Bjornsson (R. Hedstrom, J. Gislason) – 45:55 \| 4–2 \| \| \| \| 4–3 \| 49:18 – P. Puyuelo (J. Muñoz, P. González) \| \| R. Hedstrom (O. Bjornsson) – 57:55 \| 5–3 \| \| \| O. Blondal (ENG) – 59:26 \| 6–3 \| \| |                 |                                            |                | Játékvezető: Daniel Gamper Vonalbírók: Cao Jian Mihai-Ariel Trandafir |
| 16 perc | Büntetések      | 8 perc                                     |                | Játékvezető: Daniel Gamper Vonalbírók: Cao Jian Mihai-Ariel Trandafir |
| 22 | Lövések         | 34                                         |                | Játékvezető: Daniel Gamper Vonalbírók: Cao Jian Mihai-Ariel Trandafir |
| | 0–1             | 15:43 – Z. Martínez (A. Vea, S. Barnola)   |                | Játékvezető: Daniel Gamper Vonalbírók: Cao Jian Mihai-Ariel Trandafir |
| B. Sigurðarson (O. Blondal, E. Alengaard) (PP) – 17:39 | 1–1             |                                            |                | Játékvezető: Daniel Gamper Vonalbírók: Cao Jian Mihai-Ariel Trandafir |
| B. Bergmann – 23:59 | 2–1             |                                            |                | Játékvezető: Daniel Gamper Vonalbírók: Cao Jian Mihai-Ariel Trandafir |
| | 2–2             | 36:26 – P. González (J. Muñoz, P. Puyuelo) |                |                                                                       |
| R. Pålsson (O. Bjornsson, J. Leifsson) (PP) – 44:14 | 3–2             |                                            |                |                                                                       |
| O. Bjornsson (R. Hedstrom, J. Gislason) – 45:55 | 4–2             |                                            |                |                                                                       |
| | 4–3             | 49:18 – P. Puyuelo (J. Muñoz, P. González) |                |                                                                       |
| R. Hedstrom (O. Bjornsson) – 57:55 | 5–3             |                                            |                |                                                                       |
| O. Blondal (ENG) – 59:26 | 6–3             |                                            |                |                                                                       |

| 2013. április 19. 16:30 | Belgium | 1–3 (0–1, 1–0, 0–2) | Ausztrália | Dom Sportova, Zágráb Nézőszám: 169 |

| Jegyzőkönyv | Jegyzőkönyv                | Jegyzőkönyv                                    | Jegyzőkönyv    | Jegyzőkönyv                                                               |
| --- | -------------------------- | ---------------------------------------------- | -------------- | ------------------------------------------------------------------------- |
| | Bjorn Steijlen Mike Jansen | Kapusok                                        | Anthony Kimlin | Játékvezető: Alexandre Bourreau Vonalbírók: Trpimir Piragić Marko Saković |
| \| \| 0–1 \| 18:19 – T. Stephenson (C. Todd, S. Stephenson) \| \| J. Vercammen (J. Raekelboom, B. Vercammen) – 23:50 \| 1–1 \| \| \| \| 1–2 \| 45:51 – D. Corstens (C. Todd) \| \| \| 1–3 \| 50:05 – D. Corstens (W. Cliff) \| |                            |                                                |                | Játékvezető: Alexandre Bourreau Vonalbírók: Trpimir Piragić Marko Saković |
| 6 perc | Büntetések                 | 6 perc                                         |                | Játékvezető: Alexandre Bourreau Vonalbírók: Trpimir Piragić Marko Saković |
| 42 | Lövések                    | 25                                             |                | Játékvezető: Alexandre Bourreau Vonalbírók: Trpimir Piragić Marko Saković |
| | 0–1                        | 18:19 – T. Stephenson (C. Todd, S. Stephenson) |                | Játékvezető: Alexandre Bourreau Vonalbírók: Trpimir Piragić Marko Saković |
| J. Vercammen (J. Raekelboom, B. Vercammen) – 23:50 | 1–1                        |                                                |                | Játékvezető: Alexandre Bourreau Vonalbírók: Trpimir Piragić Marko Saković |
| | 1–2                        | 45:51 – D. Corstens (C. Todd)                  |                | Játékvezető: Alexandre Bourreau Vonalbírók: Trpimir Piragić Marko Saković |
| | 1–3                        | 50:05 – D. Corstens (W. Cliff)                 |                |                                                                           |

| 2013. április 19. 20:15 | Szerbia | 4–6 (0–2, 3–3, 1–1) | Horvátország | Dom Sportova, Zágráb Nézőszám: 3217 |

| Jegyzőkönyv | Jegyzőkönyv   | Jegyzőkönyv                                             | Jegyzőkönyv      | Jegyzőkönyv                                                            |
| --- | ------------- | ------------------------------------------------------- | ---------------- | ---------------------------------------------------------------------- |
| | Milan Luković | Kapusok                                                 | Mate Tomljenović | Játékvezető: Marc Wiegand Vonalbírók: Andrei Haurylenka James Kavanagh |
| \| \| 0–1 \| 09:35 – J. Prpic (M. Lovrenčić, B. Rendulić) (PP2) \| \| \| 0–2 \| 15:31 – B. Rendulić (M. Lovrenčić, M. Tomljenović) (SH) \| \| \| 0–3 \| 22:02 – K. Macaulay (B. Rendulić) \| \| \| 0–4 \| 29:43 – J. Prpic (T. Mirić) (PP) \| \| M. Sretović (N. Janković) – 32:02 \| 1–4 \| \| \| N. Raković – 32:53 \| 2–4 \| \| \| M. Sretović (R. Sabadoš, N. Janković) – 34:16 \| 3–4 \| \| \| \| 3–5 \| 36:26 – J. Hecimovic (M. Lovrenčić) \| \| \| 3–6 \| 52:48 – T. Mirić (A. Sertich) (PP) \| \| D. Filipović – 56:05 \| 4–6 \| \| |               |                                                         |                  | Játékvezető: Marc Wiegand Vonalbírók: Andrei Haurylenka James Kavanagh |
| 8 perc | Büntetések    | 6 perc                                                  |                  | Játékvezető: Marc Wiegand Vonalbírók: Andrei Haurylenka James Kavanagh |
| 34 | Lövések       | 46                                                      |                  | Játékvezető: Marc Wiegand Vonalbírók: Andrei Haurylenka James Kavanagh |
| | 0–1           | 09:35 – J. Prpic (M. Lovrenčić, B. Rendulić) (PP2)      |                  | Játékvezető: Marc Wiegand Vonalbírók: Andrei Haurylenka James Kavanagh |
| | 0–2           | 15:31 – B. Rendulić (M. Lovrenčić, M. Tomljenović) (SH) |                  | Játékvezető: Marc Wiegand Vonalbírók: Andrei Haurylenka James Kavanagh |
| | 0–3           | 22:02 – K. Macaulay (B. Rendulić)                       |                  | Játékvezető: Marc Wiegand Vonalbírók: Andrei Haurylenka James Kavanagh |
| | 0–4           | 29:43 – J. Prpic (T. Mirić) (PP)                        |                  |                                                                        |
| M. Sretović (N. Janković) – 32:02 | 1–4           |                                                         |                  |                                                                        |
| N. Raković – 32:53 | 2–4           |                                                         |                  |                                                                        |
| M. Sretović (R. Sabadoš, N. Janković) – 34:16 | 3–4           |                                                         |                  |                                                                        |
| | 3–5           | 36:26 – J. Hecimovic (M. Lovrenčić)                     |                  |                                                                        |
| | 3–6           | 52:48 – T. Mirić (A. Sertich) (PP)                      |                  |                                                                        |
| D. Filipović – 56:05 | 4–6           |                                                         |                  |                                                                        |

| 2013. április 20. 13:00 | Ausztrália | 4–1 (2–0, 1–0, 1–1) | Spanyolország | Dom Sportova, Zágráb Nézőszám: 63 |

| Jegyzőkönyv | Jegyzőkönyv    | Jegyzőkönyv                                    | Jegyzőkönyv                 | Jegyzőkönyv                                                         |
| --- | -------------- | ---------------------------------------------- | --------------------------- | ------------------------------------------------------------------- |
| | Anthony Kimlin | Kapusok                                        | Luis Sokolov Bruno González | Játékvezető: Marc Wiegand Vonalbírók: Trpimir Piragić Marko Saković |
| \| W. Darge (W. Cliff) – 02:16 \| 1–0 \| \| \| W. Cliff (K. Darcy, D. Corstens) – 18:58 \| 2–0 \| \| \| T. Graham (L. Webster) – 31:09 \| 3–0 \| \| \| C. Todd (M. Schlamp, D. Corstens) – 45:14 \| 4–0 \| \| \| \| 4–1 \| 47:44 – P. Puyuelo (J. Muñoz, A. Ubieto) (PP2) \| |                |                                                |                             | Játékvezető: Marc Wiegand Vonalbírók: Trpimir Piragić Marko Saković |
| 12 perc | Büntetések     | 8 perc                                         |                             | Játékvezető: Marc Wiegand Vonalbírók: Trpimir Piragić Marko Saković |
| 39 | Lövések        | 31                                             |                             | Játékvezető: Marc Wiegand Vonalbírók: Trpimir Piragić Marko Saković |
| W. Darge (W. Cliff) – 02:16 | 1–0            |                                                |                             | Játékvezető: Marc Wiegand Vonalbírók: Trpimir Piragić Marko Saković |
| W. Cliff (K. Darcy, D. Corstens) – 18:58 | 2–0            |                                                |                             | Játékvezető: Marc Wiegand Vonalbírók: Trpimir Piragić Marko Saković |
| T. Graham (L. Webster) – 31:09 | 3–0            |                                                |                             | Játékvezető: Marc Wiegand Vonalbírók: Trpimir Piragić Marko Saković |
| C. Todd (M. Schlamp, D. Corstens) – 45:14 | 4–0            |                                                |                             |                                                                     |
| | 4–1            | 47:44 – P. Puyuelo (J. Muñoz, A. Ubieto) (PP2) |                             |                                                                     |

| 2013. április 20. 16:30 | Izland | 5–1 (1–0, 2–1, 2–0) | Szerbia | Dom Sportova, Zágráb Nézőszám: 143 |

| Jegyzőkönyv | Jegyzőkönyv     | Jegyzőkönyv                          | Jegyzőkönyv                     | Jegyzőkönyv                                                                      |
| --- | --------------- | ------------------------------------ | ------------------------------- | -------------------------------------------------------------------------------- |
| | Dennis Hedstrom | Kapusok                              | Arsenije Ranković Milan Luković | Játékvezető: Kincses Gergely Vonalbírók: Andrei Haurylenka Mihai-Ariel Trandafir |
| \| B. Sigurðarson (P. Maack, E. Alengaard) – 14:23 \| 1–0 \| \| \| \| 1–1 \| 22:47 – M. Milovanović (N. Janković) \| \| R. Hedstrom (O. Bjornsson, J. Gislason) – 28:27 \| 2–1 \| \| \| A. Mikaelsson – 29:27 \| 3–1 \| \| \| O. Bjornsson (R. Pålsson, R. Hedstrom) (PP) – 47:14 \| 4–1 \| \| \| J. Gislason (J. Leifsson, R. Pålsson) – 58:31 \| 5–1 \| \| |                 |                                      |                                 | Játékvezető: Kincses Gergely Vonalbírók: Andrei Haurylenka Mihai-Ariel Trandafir |
| 14 perc | Büntetések      | 12 perc                              |                                 | Játékvezető: Kincses Gergely Vonalbírók: Andrei Haurylenka Mihai-Ariel Trandafir |
| 32 | Lövések         | 30                                   |                                 | Játékvezető: Kincses Gergely Vonalbírók: Andrei Haurylenka Mihai-Ariel Trandafir |
| B. Sigurðarson (P. Maack, E. Alengaard) – 14:23 | 1–0             |                                      |                                 | Játékvezető: Kincses Gergely Vonalbírók: Andrei Haurylenka Mihai-Ariel Trandafir |
| | 1–1             | 22:47 – M. Milovanović (N. Janković) |                                 | Játékvezető: Kincses Gergely Vonalbírók: Andrei Haurylenka Mihai-Ariel Trandafir |
| R. Hedstrom (O. Bjornsson, J. Gislason) – 28:27 | 2–1             |                                      |                                 | Játékvezető: Kincses Gergely Vonalbírók: Andrei Haurylenka Mihai-Ariel Trandafir |
| A. Mikaelsson – 29:27 | 3–1             |                                      |                                 |                                                                                  |
| O. Bjornsson (R. Pålsson, R. Hedstrom) (PP) – 47:14 | 4–1             |                                      |                                 |                                                                                  |
| J. Gislason (J. Leifsson, R. Pålsson) – 58:31 | 5–1             |                                      |                                 |                                                                                  |

| 2013. április 20. 20:15 | Horvátország | 6–0 (2–0, 0–0, 4–0) | Belgium | Dom Sportova, Zágráb Nézőszám: 3700 |

| Jegyzőkönyv | Jegyzőkönyv      | Jegyzőkönyv | Jegyzőkönyv    | Jegyzőkönyv                                                         |
| --- | ---------------- | ----------- | -------------- | ------------------------------------------------------------------- |
| | Mate Tomljenović | Kapusok     | Bjorn Steijlen | Játékvezető: Daniel Gamper Vonalbírók: Florian Hofer James Kavanagh |
| \| M. Blagus (D. Kanaet, B. Rendulić) – 01:20 \| 1–0 \| \| \| M. Lovrenčić (J. Hecimovic, J. Prpic) – 02:14 \| 2–0 \| \| \| J. Hecimovic (D. Kanaet, I. Šijan) – 44:41 \| 3–0 \| \| \| M. Lovrenčić (J. Hecimovic, J. Prpic) – 45:51 \| 4–0 \| \| \| B. Rendulić (M. Sakić) – 54:16 \| 5–0 \| \| \| B. Rendulić (D. Kanaet, M. Blagus) (PP) – 57:30 \| 6–0 \| \| |                  |             |                | Játékvezető: Daniel Gamper Vonalbírók: Florian Hofer James Kavanagh |
| 12 perc | Büntetések       | 20 perc     |                | Játékvezető: Daniel Gamper Vonalbírók: Florian Hofer James Kavanagh |
| 58 | Lövések          | 23          |                | Játékvezető: Daniel Gamper Vonalbírók: Florian Hofer James Kavanagh |
| M. Blagus (D. Kanaet, B. Rendulić) – 01:20 | 1–0              |             |                | Játékvezető: Daniel Gamper Vonalbírók: Florian Hofer James Kavanagh |
| M. Lovrenčić (J. Hecimovic, J. Prpic) – 02:14 | 2–0              |             |                | Játékvezető: Daniel Gamper Vonalbírók: Florian Hofer James Kavanagh |
| J. Hecimovic (D. Kanaet, I. Šijan) – 44:41 | 3–0              |             |                | Játékvezető: Daniel Gamper Vonalbírók: Florian Hofer James Kavanagh |
| M. Lovrenčić (J. Hecimovic, J. Prpic) – 45:51 | 4–0              |             |                |                                                                     |
| B. Rendulić (M. Sakić) – 54:16 | 5–0              |             |                |                                                                     |
| B. Rendulić (D. Kanaet, M. Blagus) (PP) – 57:30 | 6–0              |             |                |                                                                     |

### B csoport
| Jelmagyarázat                |
| ---------------------------- |
| Feljutott a divízió II A-ba. |
| Kiesett a divízió III-ba.    |

| Nemzet      | M | Gy | HGy | HV | V | G+ | G- | Gk  | P  |
| ----------- | - | -- | --- | -- | - | -- | -- | --- | -- |
| Izrael      | 5 | 4  | 0   | 0  | 1 | 30 | 14 | +16 | 12 |
| Új-Zéland   | 5 | 4  | 0   | 0  | 1 | 24 | 16 | +8  | 12 |
| Mexikó      | 5 | 3  | 1   | 0  | 1 | 25 | 18 | +7  | 11 |
| Kína        | 5 | 2  | 0   | 0  | 3 | 20 | 25 | −5  | 6  |
| Törökország | 5 | 1  | 0   | 0  | 4 | 16 | 19 | −3  | 3  |
| Bulgária    | 5 | 0  | 0   | 1  | 4 | 23 | 46 | −23 | 1  |

| 2013. április 21. 13:00 | Bulgária | 5–10 (1–3, 2–3, 2–4) | Új-Zéland | Kocaeli B.B. Ice Arena, İzmit Nézőszám: 100 |

| Jegyzőkönyv | Jegyzőkönyv                        | Jegyzőkönyv                                       | Jegyzőkönyv   | Jegyzőkönyv                                                                    |
| --- | ---------------------------------- | ------------------------------------------------- | ------------- | ------------------------------------------------------------------------------ |
| | Konstantin Mihaylov Nikola Nikolov | Kapusok                                           | Richard Parry | Játékvezető: Tim Tzirtziganis Vonalbírók: Sergio Biec Cebrian Cemal Ersin Kaya |
| \| I. Hodulov – 00:53 \| 1–0 \| \| \| \| 1–1 \| 03:15 – J. Hay (C. Frear) \| \| \| 1–2 \| 06:27 – P. Heyd (J. Challis, J. Hay) \| \| \| 1–3 \| 13:00 – D. Nicholls (B. Speirs, B. Haines) (PP) \| \| M. Boyadjiev (A. Yotov, S. Muhachev) – 20:44 \| 2–3 \| \| \| \| 2–4 \| 28:28 – N. Henderson (I. Wannamaker, D. Nicholls) \| \| A. Yotov (S. Muhachev, M. Nikolov) (SH) – 30:24 \| 3–4 \| \| \| \| 3–5 \| 38:02 – B. Speirs (P. Heyd, R. Idoine) (PP) \| \| \| 3–6 \| 39:18 – B. Speirs (D. Nicholls) \| \| \| 3–7 \| 40:51 – D. Nicholls (J. Hay) \| \| \| 3–8 \| 46:21 – A. Cox (PP) \| \| A. Yotov (PS) – 50:07 \| 4–8 \| \| \| \| 4–9 \| 52:06 – R. Idoine (D. Nicholls) \| \| \| 4–10 \| 53:31 – A. Cox (SH) \| \| A. Yotov (C. Cvetanov, M. Boyadjiev) (PP) – 59:58 \| 5–10 \| \| |                                    |                                                   |               | Játékvezető: Tim Tzirtziganis Vonalbírók: Sergio Biec Cebrian Cemal Ersin Kaya |
| 16 perc | Büntetések                         | 10 perc                                           |               | Játékvezető: Tim Tzirtziganis Vonalbírók: Sergio Biec Cebrian Cemal Ersin Kaya |
| 26 | Lövések                            | 54                                                |               | Játékvezető: Tim Tzirtziganis Vonalbírók: Sergio Biec Cebrian Cemal Ersin Kaya |
| I. Hodulov – 00:53 | 1–0                                |                                                   |               | Játékvezető: Tim Tzirtziganis Vonalbírók: Sergio Biec Cebrian Cemal Ersin Kaya |
| | 1–1                                | 03:15 – J. Hay (C. Frear)                         |               | Játékvezető: Tim Tzirtziganis Vonalbírók: Sergio Biec Cebrian Cemal Ersin Kaya |
| | 1–2                                | 06:27 – P. Heyd (J. Challis, J. Hay)              |               | Játékvezető: Tim Tzirtziganis Vonalbírók: Sergio Biec Cebrian Cemal Ersin Kaya |
| | 1–3                                | 13:00 – D. Nicholls (B. Speirs, B. Haines) (PP)   |               |                                                                                |
| M. Boyadjiev (A. Yotov, S. Muhachev) – 20:44 | 2–3                                |                                                   |               |                                                                                |
| | 2–4                                | 28:28 – N. Henderson (I. Wannamaker, D. Nicholls) |               |                                                                                |
| A. Yotov (S. Muhachev, M. Nikolov) (SH) – 30:24 | 3–4                                |                                                   |               |                                                                                |
| | 3–5                                | 38:02 – B. Speirs (P. Heyd, R. Idoine) (PP)       |               |                                                                                |
| | 3–6                                | 39:18 – B. Speirs (D. Nicholls)                   |               |                                                                                |
| | 3–7                                | 40:51 – D. Nicholls (J. Hay)                      |               |                                                                                |
| | 3–8                                | 46:21 – A. Cox (PP)                               |               |                                                                                |
| A. Yotov (PS) – 50:07 | 4–8                                |                                                   |               |                                                                                |
| | 4–9                                | 52:06 – R. Idoine (D. Nicholls)                   |               |                                                                                |
| | 4–10                               | 53:31 – A. Cox (SH)                               |               |                                                                                |
| A. Yotov (C. Cvetanov, M. Boyadjiev) (PP) – 59:58 | 5–10                               |                                                   |               |                                                                                |

| 2013. április 21. 16:30 | Kína | 3–6 (0–3, 2–2, 1–1) | Izrael | Kocaeli B.B. Ice Arena, İzmit Nézőszám: 120 |

| Jegyzőkönyv | Jegyzőkönyv | Jegyzőkönyv                                       | Jegyzőkönyv    | Jegyzőkönyv                                                          |
| --- | ----------- | ------------------------------------------------- | -------------- | -------------------------------------------------------------------- |
| | Liu Zhiwei  | Kapusok                                           | Avihu Sorotzky | Játékvezető: Igor Tsernyshov Vonalbírók: Erhan Bulut Mergen Kaydarov |
| \| \| 0–1 \| 05:00 – D. Erlich (S. Frenkel) (PP) \| \| \| 0–2 \| 08:01 – O. Eizenman (M. Birbraer, D. Erlich) (PP) \| \| \| 0–3 \| 18:13 – D. Erlich (S. Frenkel, R. Oz (PP) \| \| \| 0–4 \| 23:02 – M. Birbraer (D. Erlich) (PP) \| \| \| 0–5 \| 26:39 – O. Eizenman (S. Frenkel, D. Erlich) (PP) \| \| Bao J. (Li X., Zhang H.) (PP) – 37:53 \| 1–5 \| \| \| Chen L. – 38:17 \| 2–5 \| \| \| \| 2–6 \| 26:39 – D. Erlich (M. Birbraer) (ENG) \| \| Zhang H. (Fu T.) – 59:01 \| 3–6 \| \| |             |                                                   |                | Játékvezető: Igor Tsernyshov Vonalbírók: Erhan Bulut Mergen Kaydarov |
| 34 perc | Büntetések  | 18 perc                                           |                | Játékvezető: Igor Tsernyshov Vonalbírók: Erhan Bulut Mergen Kaydarov |
| 36 | Lövések     | 29                                                |                | Játékvezető: Igor Tsernyshov Vonalbírók: Erhan Bulut Mergen Kaydarov |
| | 0–1         | 05:00 – D. Erlich (S. Frenkel) (PP)               |                | Játékvezető: Igor Tsernyshov Vonalbírók: Erhan Bulut Mergen Kaydarov |
| | 0–2         | 08:01 – O. Eizenman (M. Birbraer, D. Erlich) (PP) |                | Játékvezető: Igor Tsernyshov Vonalbírók: Erhan Bulut Mergen Kaydarov |
| | 0–3         | 18:13 – D. Erlich (S. Frenkel, R. Oz (PP)         |                | Játékvezető: Igor Tsernyshov Vonalbírók: Erhan Bulut Mergen Kaydarov |
| | 0–4         | 23:02 – M. Birbraer (D. Erlich) (PP)              |                |                                                                      |
| | 0–5         | 26:39 – O. Eizenman (S. Frenkel, D. Erlich) (PP)  |                |                                                                      |
| Bao J. (Li X., Zhang H.) (PP) – 37:53 | 1–5         |                                                   |                |                                                                      |
| Chen L. – 38:17 | 2–5         |                                                   |                |                                                                      |
| | 2–6         | 26:39 – D. Erlich (M. Birbraer) (ENG)             |                |                                                                      |
| Zhang H. (Fu T.) – 59:01 | 3–6         |                                                   |                |                                                                      |

| 2013. április 21. 20:00 | Törökország | 4–6 (1–3, 0–1, 3–2) | Mexikó | Kocaeli B.B. Ice Arena, İzmit Nézőszám: 250 |

| Jegyzőkönyv | Jegyzőkönyv   | Jegyzőkönyv                                      | Jegyzőkönyv                        | Jegyzőkönyv                                                     |
| --- | ------------- | ------------------------------------------------ | ---------------------------------- | --------------------------------------------------------------- |
| | Erol Kahraman | Kapusok                                          | Andres de la Garma Alfonso de Alba | Játékvezető: Viki Trilar Vonalbírók: Tibor Fazekas Mathieu Loos |
| \| \| 0–1 \| 05:08 – F. Ugarte (A. Gutiérrez, B. Arroyo) (PP) \| \| \| 0–2 \| 06:59 – C. Kelo (R. Chabat, A. Gutiérrez) \| \| \| 0–3 \| 09:33 – C. Kelo (PP) \| \| S. Gümüş (B. Kosemen) – 18:26 \| 1–3 \| \| \| \| 1–4 \| 37:40 – B. Arroyo (A. Gutiérrez, F. Ugarte) (PP) \| \| \| 1–5 \| 45:21 – B. Arroyo (F. Ugarte, A. Cervantes) \| \| G. Solak – 46:13 \| 2–5 \| \| \| \| 2–6 \| 51:32 – J. Ramírez (B. Arroyo) \| \| B. Kosemen (S. Gümüş) – 58:23 \| 3–6 \| \| \| E. Özmen (S. Aktürk, Y. Halil) (PP) – 58:59 \| 4–6 \| \| |               |                                                  |                                    | Játékvezető: Viki Trilar Vonalbírók: Tibor Fazekas Mathieu Loos |
| 18 perc | Büntetések    | 16 perc                                          |                                    | Játékvezető: Viki Trilar Vonalbírók: Tibor Fazekas Mathieu Loos |
| 16 | Lövések       | 35                                               |                                    | Játékvezető: Viki Trilar Vonalbírók: Tibor Fazekas Mathieu Loos |
| | 0–1           | 05:08 – F. Ugarte (A. Gutiérrez, B. Arroyo) (PP) |                                    | Játékvezető: Viki Trilar Vonalbírók: Tibor Fazekas Mathieu Loos |
| | 0–2           | 06:59 – C. Kelo (R. Chabat, A. Gutiérrez)        |                                    | Játékvezető: Viki Trilar Vonalbírók: Tibor Fazekas Mathieu Loos |
| | 0–3           | 09:33 – C. Kelo (PP)                             |                                    | Játékvezető: Viki Trilar Vonalbírók: Tibor Fazekas Mathieu Loos |
| S. Gümüş (B. Kosemen) – 18:26 | 1–3           |                                                  |                                    |                                                                 |
| | 1–4           | 37:40 – B. Arroyo (A. Gutiérrez, F. Ugarte) (PP) |                                    |                                                                 |
| | 1–5           | 45:21 – B. Arroyo (F. Ugarte, A. Cervantes)      |                                    |                                                                 |
| G. Solak – 46:13 | 2–5           |                                                  |                                    |                                                                 |
| | 2–6           | 51:32 – J. Ramírez (B. Arroyo)                   |                                    |                                                                 |
| B. Kosemen (S. Gümüş) – 58:23 | 3–6           |                                                  |                                    |                                                                 |
| E. Özmen (S. Aktürk, Y. Halil) (PP) – 58:59 | 4–6           |                                                  |                                    |                                                                 |

| 2013. április 22. 13:00 | Új-Zéland | 4–2 (2–1, 1–0, 1–1) | Mexikó | Kocaeli B.B. Ice Arena, İzmit Nézőszám: 90 |

| Jegyzőkönyv | Jegyzőkönyv   | Jegyzőkönyv                                           | Jegyzőkönyv        | Jegyzőkönyv                                                           |
| --- | ------------- | ----------------------------------------------------- | ------------------ | --------------------------------------------------------------------- |
| | Richard Parry | Kapusok                                               | Andres de la Garma | Játékvezető: Vladimir Nalivaiko Vonalbírók: Erhan Bulut Tibor Fazekas |
| \| B. Haines (PP) – 05:10 \| 1–0 \| \| \| J. Chai (K. Harnett, N. Henderson) – 07:18 \| 2–0 \| \| \| \| 2–1 \| 19:59 – M. Colas (C. Gómez) \| \| B. Haines (C. Huber, A. Cox) (PP) – 30:55 \| 3–1 \| \| \| \| 3–2 \| 44:23 – Al. Cervantes (LA. de la Vega, Ad. Cervantes) \| \| B. Speirs (B. Haines) – 56:27 \| 4–2 \| \| |               |                                                       |                    | Játékvezető: Vladimir Nalivaiko Vonalbírók: Erhan Bulut Tibor Fazekas |
| 35 perc | Büntetések    | 18 perc                                               |                    | Játékvezető: Vladimir Nalivaiko Vonalbírók: Erhan Bulut Tibor Fazekas |
| 37 | Lövések       | 26                                                    |                    | Játékvezető: Vladimir Nalivaiko Vonalbírók: Erhan Bulut Tibor Fazekas |
| B. Haines (PP) – 05:10 | 1–0           |                                                       |                    | Játékvezető: Vladimir Nalivaiko Vonalbírók: Erhan Bulut Tibor Fazekas |
| J. Chai (K. Harnett, N. Henderson) – 07:18 | 2–0           |                                                       |                    | Játékvezető: Vladimir Nalivaiko Vonalbírók: Erhan Bulut Tibor Fazekas |
| | 2–1           | 19:59 – M. Colas (C. Gómez)                           |                    | Játékvezető: Vladimir Nalivaiko Vonalbírók: Erhan Bulut Tibor Fazekas |
| B. Haines (C. Huber, A. Cox) (PP) – 30:55 | 3–1           |                                                       |                    |                                                                       |
| | 3–2           | 44:23 – Al. Cervantes (LA. de la Vega, Ad. Cervantes) |                    |                                                                       |
| B. Speirs (B. Haines) – 56:27 | 4–2           |                                                       |                    |                                                                       |

| 2013. április 22. 16:30 | Kína | 9–6 (3–1, 4–1, 2–4) | Bulgária | Kocaeli B.B. Ice Arena, İzmit Nézőszám: 70 |

| Jegyzőkönyv | Jegyzőkönyv | Jegyzőkönyv                                      | Jegyzőkönyv    | Jegyzőkönyv                                                      |
| --- | ----------- | ------------------------------------------------ | -------------- | ---------------------------------------------------------------- |
| | Liu Zhiwei  | Kapusok                                          | Nikola Nikolov | Játékvezető: Viki Trilar Vonalbírók: Mart Eerme Cemal Ersin Kaya |
| \| Wang C. (Fu N.) – 06:41 \| 1–0 \| \| \| Guan T. (Fu T.) (PP2) – 13:17 \| 2–0 \| \| \| He Y. – 15:45 \| 3–0 \| \| \| \| 3–1 \| 17:15 – A. Yotov (I. Hodulov) \| \| Fu T. – 21:03 \| 4–1 \| \| \| \| 4–2 \| 22:31 – A. Yotov (S. Muhachev) (PP) \| \| Bao J. (Li X.) – 23:01 \| 5–2 \| \| \| Fu N. (Wang C., Yang M.) – 27:07 \| 6–2 \| \| \| Yang M. (Chen L., Liu L.) (PP) – 39:21 \| 7–2 \| \| \| \| 7–3 \| 40:39 – G. Iskrenov (S. Muhachev, A. Yotov) (PP) \| \| \| 7–4 \| 42:47 – N. Bozhanov (A. Yotov) (PP) \| \| Zhang H. (Li X.) – 47:14 \| 8–4 \| \| \| \| 8–5 \| 53:10 – I. Hodulov (C. Cvetanov) (PP) \| \| \| 8–6 \| 55:56 – A. Yotov (S. Muhachev) (PP) \| \| Wang C. (Fu N.) – 58:44 \| 9–6 \| \| |             |                                                  |                | Játékvezető: Viki Trilar Vonalbírók: Mart Eerme Cemal Ersin Kaya |
| 43 perc | Büntetések  | 24 perc                                          |                | Játékvezető: Viki Trilar Vonalbírók: Mart Eerme Cemal Ersin Kaya |
| 37 | Lövések     | 27                                               |                | Játékvezető: Viki Trilar Vonalbírók: Mart Eerme Cemal Ersin Kaya |
| Wang C. (Fu N.) – 06:41 | 1–0         |                                                  |                | Játékvezető: Viki Trilar Vonalbírók: Mart Eerme Cemal Ersin Kaya |
| Guan T. (Fu T.) (PP2) – 13:17 | 2–0         |                                                  |                | Játékvezető: Viki Trilar Vonalbírók: Mart Eerme Cemal Ersin Kaya |
| He Y. – 15:45 | 3–0         |                                                  |                | Játékvezető: Viki Trilar Vonalbírók: Mart Eerme Cemal Ersin Kaya |
| | 3–1         | 17:15 – A. Yotov (I. Hodulov)                    |                |                                                                  |
| Fu T. – 21:03 | 4–1         |                                                  |                |                                                                  |
| | 4–2         | 22:31 – A. Yotov (S. Muhachev) (PP)              |                |                                                                  |
| Bao J. (Li X.) – 23:01 | 5–2         |                                                  |                |                                                                  |
| Fu N. (Wang C., Yang M.) – 27:07 | 6–2         |                                                  |                |                                                                  |
| Yang M. (Chen L., Liu L.) (PP) – 39:21 | 7–2         |                                                  |                |                                                                  |
| | 7–3         | 40:39 – G. Iskrenov (S. Muhachev, A. Yotov) (PP) |                |                                                                  |
| | 7–4         | 42:47 – N. Bozhanov (A. Yotov) (PP)              |                |                                                                  |
| Zhang H. (Li X.) – 47:14 | 8–4         |                                                  |                |                                                                  |
| | 8–5         | 53:10 – I. Hodulov (C. Cvetanov) (PP)            |                |                                                                  |
| | 8–6         | 55:56 – A. Yotov (S. Muhachev) (PP)              |                |                                                                  |
| Wang C. (Fu N.) – 58:44 | 9–6         |                                                  |                |                                                                  |

| 2013. április 22. 20:00 | Izrael | 5–3 (0–1, 2–2, 3–0) | Törökország | Kocaeli B.B. Ice Arena, İzmit Nézőszám: 320 |

| Jegyzőkönyv | Jegyzőkönyv    | Jegyzőkönyv                       | Jegyzőkönyv   | Jegyzőkönyv                                                               |
| --- | -------------- | --------------------------------- | ------------- | ------------------------------------------------------------------------- |
| | Avihu Sorotzky | Kapusok                           | Erol Kahraman | Játékvezető: Igor Tsernyshov Vonalbírók: Sergio Biec Cebrian Mathieu Loos |
| \| \| 0–1 \| 18:27 – G. Çetinkaya (G. Solak) \| \| M. Birbraer (O. Eizenman, D. Erlich) – 20:37 \| 1–1 \| \| \| O. Eizenman (R. Oz, S. Frenkel) (PP) – 22:57 \| 2–1 \| \| \| \| 2–2 \| 24:25 – Y. Halil \| \| \| 2–3 \| 27:36 – E. Özmen (S. Semiz) (PP2) \| \| D. Mazour (O. Eizenman, M. Birbraer) (PP) – 42:47 \| 3–3 \| \| \| D. Erlich (D. Mazour) – 45:52 \| 4–3 \| \| \| D. Mazour (N. Kantor, R. Oz) – 56:02 \| 5–3 \| \| |                |                                   |               | Játékvezető: Igor Tsernyshov Vonalbírók: Sergio Biec Cebrian Mathieu Loos |
| 18 perc | Büntetések     | 34 perc                           |               | Játékvezető: Igor Tsernyshov Vonalbírók: Sergio Biec Cebrian Mathieu Loos |
| 33 | Lövések        | 26                                |               | Játékvezető: Igor Tsernyshov Vonalbírók: Sergio Biec Cebrian Mathieu Loos |
| | 0–1            | 18:27 – G. Çetinkaya (G. Solak)   |               | Játékvezető: Igor Tsernyshov Vonalbírók: Sergio Biec Cebrian Mathieu Loos |
| M. Birbraer (O. Eizenman, D. Erlich) – 20:37 | 1–1            |                                   |               | Játékvezető: Igor Tsernyshov Vonalbírók: Sergio Biec Cebrian Mathieu Loos |
| O. Eizenman (R. Oz, S. Frenkel) (PP) – 22:57 | 2–1            |                                   |               | Játékvezető: Igor Tsernyshov Vonalbírók: Sergio Biec Cebrian Mathieu Loos |
| | 2–2            | 24:25 – Y. Halil                  |               |                                                                           |
| | 2–3            | 27:36 – E. Özmen (S. Semiz) (PP2) |               |                                                                           |
| D. Mazour (O. Eizenman, M. Birbraer) (PP) – 42:47 | 3–3            |                                   |               |                                                                           |
| D. Erlich (D. Mazour) – 45:52 | 4–3            |                                   |               |                                                                           |
| D. Mazour (N. Kantor, R. Oz) – 56:02 | 5–3            |                                   |               |                                                                           |

| 2013. április 24. 13:00 | Új-Zéland | 2–3 (0–2, 1–1, 1–0) | Izrael | Kocaeli B.B. Ice Arena, İzmit Nézőszám: 90 |

| Jegyzőkönyv | Jegyzőkönyv   | Jegyzőkönyv                                        | Jegyzőkönyv    | Jegyzőkönyv                                                        |
| --- | ------------- | -------------------------------------------------- | -------------- | ------------------------------------------------------------------ |
| | Richard Parry | Kapusok                                            | Avihu Sorotzky | Játékvezető: Viki Trilar Vonalbírók: Cemal Ersin Kaya Mathieu Loos |
| \| \| 0–1 \| 07:05 – D. Mazour (O. Eizenman) (PP) \| \| \| 0–2 \| 18:27 – S. Frenkel (O. Eizenman, M. Birbraer) (PP) \| \| I. Wannamaker (J. Hay, R. Idoine) (PP) – 24:57 \| 1–2 \| \| \| \| 1–3 \| 37:07 – M. Birbraer (D. Erlich, O. Eizenman) (PP) \| \| J. Chai – 50:27 \| 2–3 \| \| |               |                                                    |                | Játékvezető: Viki Trilar Vonalbírók: Cemal Ersin Kaya Mathieu Loos |
| 8 perc | Büntetések    | 6 perc                                             |                | Játékvezető: Viki Trilar Vonalbírók: Cemal Ersin Kaya Mathieu Loos |
| 25 | Lövések       | 28                                                 |                | Játékvezető: Viki Trilar Vonalbírók: Cemal Ersin Kaya Mathieu Loos |
| | 0–1           | 07:05 – D. Mazour (O. Eizenman) (PP)               |                | Játékvezető: Viki Trilar Vonalbírók: Cemal Ersin Kaya Mathieu Loos |
| | 0–2           | 18:27 – S. Frenkel (O. Eizenman, M. Birbraer) (PP) |                | Játékvezető: Viki Trilar Vonalbírók: Cemal Ersin Kaya Mathieu Loos |
| I. Wannamaker (J. Hay, R. Idoine) (PP) – 24:57 | 1–2           |                                                    |                | Játékvezető: Viki Trilar Vonalbírók: Cemal Ersin Kaya Mathieu Loos |
| | 1–3           | 37:07 – M. Birbraer (D. Erlich, O. Eizenman) (PP)  |                |                                                                    |
| J. Chai – 50:27 | 2–3           |                                                    |                |                                                                    |

| 2013. április 24. 16:30 | Bulgária | 7–8 (h.u.) (2–3, 2–2, 3–2) (h.u.: 0–1) | Mexikó | Kocaeli B.B. Ice Arena, İzmit Nézőszám: 100 |

| Jegyzőkönyv | Jegyzőkönyv    | Jegyzőkönyv                                          | Jegyzőkönyv        | Jegyzőkönyv                                                        |
| --- | -------------- | ---------------------------------------------------- | ------------------ | ------------------------------------------------------------------ |
| | Nikola Nikolov | Kapusok                                              | Andres de la Garma | Játékvezető: Tim Tzirtziganis Vonalbírók: Mart Eerme Tibor Fazekas |
| \| S. Muhachev (A. Yotov) – 03:46 \| 1–0 \| \| \| \| 1–1 \| 05:22 – Ad. Cervantes (Al. Cervantes) \| \| M. Milanov (M. Boyadjiev, I. Hodulov) – 07:34 \| 2–1 \| \| \| \| 2–2 \| 09:40 – A. Gutiérrez (C. Gómez) (SH) \| \| \| 2–3 \| 16:20 – F. Padilla (Ad. Cervantes, Al. Cervantes) \| \| \| 2–4 \| 22:24 – B. Arroyo (J. Ramírez, M. Sierra) \| \| C. Cvetanov (M. Giurov, A. Yotov) (PP) – 24:41 \| 3–4 \| \| \| C. Cvetanov (S. Muhachev, G. Iskrenov) (PP) – 28:32 \| 4–4 \| \| \| \| 4–5 \| 35:48 – A. Gutiérrez (F. Ugarte, Al. Cervantes) (PP) \| \| \| 4–6 \| 43:55 – B. Arroyo (A. Gutiérrez, F. Ugarte) (PP2) \| \| S. Muhachev (SH) – 50:14 \| 5–6 \| \| \| S. Muhachev (M. Giurov, A. Yotov) (PP) – 54:40 \| 6–6 \| \| \| \| 6–7 \| 56:13 – B. Arroyo (M. Colas) \| \| A. Yotov (S. Muhachev) (SH) – 59:41 \| 7–7 \| \| \| \| 7–8 \| 62:01 – C. Gómez (F. Ugarte, LA. de la Vega) \| |                |                                                      |                    | Játékvezető: Tim Tzirtziganis Vonalbírók: Mart Eerme Tibor Fazekas |
| 48 perc | Büntetések     | 10 perc                                              |                    | Játékvezető: Tim Tzirtziganis Vonalbírók: Mart Eerme Tibor Fazekas |
| 30 | Lövések        | 55                                                   |                    | Játékvezető: Tim Tzirtziganis Vonalbírók: Mart Eerme Tibor Fazekas |
| S. Muhachev (A. Yotov) – 03:46 | 1–0            |                                                      |                    | Játékvezető: Tim Tzirtziganis Vonalbírók: Mart Eerme Tibor Fazekas |
| | 1–1            | 05:22 – Ad. Cervantes (Al. Cervantes)                |                    | Játékvezető: Tim Tzirtziganis Vonalbírók: Mart Eerme Tibor Fazekas |
| M. Milanov (M. Boyadjiev, I. Hodulov) – 07:34 | 2–1            |                                                      |                    | Játékvezető: Tim Tzirtziganis Vonalbírók: Mart Eerme Tibor Fazekas |
| | 2–2            | 09:40 – A. Gutiérrez (C. Gómez) (SH)                 |                    |                                                                    |
| | 2–3            | 16:20 – F. Padilla (Ad. Cervantes, Al. Cervantes)    |                    |                                                                    |
| | 2–4            | 22:24 – B. Arroyo (J. Ramírez, M. Sierra)            |                    |                                                                    |
| C. Cvetanov (M. Giurov, A. Yotov) (PP) – 24:41 | 3–4            |                                                      |                    |                                                                    |
| C. Cvetanov (S. Muhachev, G. Iskrenov) (PP) – 28:32 | 4–4            |                                                      |                    |                                                                    |
| | 4–5            | 35:48 – A. Gutiérrez (F. Ugarte, Al. Cervantes) (PP) |                    |                                                                    |
| | 4–6            | 43:55 – B. Arroyo (A. Gutiérrez, F. Ugarte) (PP2)    |                    |                                                                    |
| S. Muhachev (SH) – 50:14 | 5–6            |                                                      |                    |                                                                    |
| S. Muhachev (M. Giurov, A. Yotov) (PP) – 54:40 | 6–6            |                                                      |                    |                                                                    |
| | 6–7            | 56:13 – B. Arroyo (M. Colas)                         |                    |                                                                    |
| A. Yotov (S. Muhachev) (SH) – 59:41 | 7–7            |                                                      |                    |                                                                    |
| | 7–8            | 62:01 – C. Gómez (F. Ugarte, LA. de la Vega)         |                    |                                                                    |

| 2013. április 24. 20:00 | Kína | 3–2 (1–0, 1–0, 1–2) | Törökország | Kocaeli B.B. Ice Arena, İzmit Nézőszám: 238 |

| Jegyzőkönyv | Jegyzőkönyv | Jegyzőkönyv                       | Jegyzőkönyv   | Jegyzőkönyv                                                                     |
| --- | ----------- | --------------------------------- | ------------- | ------------------------------------------------------------------------------- |
| | Liu Zhiwei  | Kapusok                           | Erol Kahraman | Játékvezető: Vladimir Nalivaiko Vonalbírók: Sergio Biec Cebrian Mergen Kaydarov |
| \| Zhang H. (Bao J.) – 01:37 \| 1–0 \| \| \| Li X. (PS) – 33:42 \| 2–0 \| \| \| \| 2–1 \| 40:32 – S. Aktürk (S. Semiz) (PP) \| \| \| 2–2 \| 43:06 – E. Özmen \| \| Bao J. – 51:17 \| 3–2 \| \| |             |                                   |               | Játékvezető: Vladimir Nalivaiko Vonalbírók: Sergio Biec Cebrian Mergen Kaydarov |
| 14 perc | Büntetések  | 8 perc                            |               | Játékvezető: Vladimir Nalivaiko Vonalbírók: Sergio Biec Cebrian Mergen Kaydarov |
| 34 | Lövések     | 27                                |               | Játékvezető: Vladimir Nalivaiko Vonalbírók: Sergio Biec Cebrian Mergen Kaydarov |
| Zhang H. (Bao J.) – 01:37 | 1–0         |                                   |               | Játékvezető: Vladimir Nalivaiko Vonalbírók: Sergio Biec Cebrian Mergen Kaydarov |
| Li X. (PS) – 33:42 | 2–0         |                                   |               | Játékvezető: Vladimir Nalivaiko Vonalbírók: Sergio Biec Cebrian Mergen Kaydarov |
| | 2–1         | 40:32 – S. Aktürk (S. Semiz) (PP) |               | Játékvezető: Vladimir Nalivaiko Vonalbírók: Sergio Biec Cebrian Mergen Kaydarov |
| | 2–2         | 43:06 – E. Özmen                  |               |                                                                                 |
| Bao J. – 51:17 | 3–2         |                                   |               |                                                                                 |

| 25 April 2013 13:00 | Izrael | 13–2 (5–1, 3–1, 5–0) | Bulgária | Kocaeli B.B. Ice Arena, İzmit Nézőszám: 72 |

| Jegyzőkönyv | Jegyzőkönyv                        | Jegyzőkönyv                                    | Jegyzőkönyv    | Jegyzőkönyv                                                          |
| --- | ---------------------------------- | ---------------------------------------------- | -------------- | -------------------------------------------------------------------- |
| | Nikola Nikolov Konstantin Mihaylov | Kapusok                                        | Avihu Sorotzky | Játékvezető: Igor Tsernyshov Vonalbírók: Erhan Bulut Mergen Kaydarov |
| \| M. Birbraer (O. Eizenman, D. Erlich) – 00:18 \| 1–0 \| \| \| M. Birbraer (D. Erlich, O. Eizenman) (PP2) – 12:17 \| 2–0 \| \| \| O. Eizenman (M. Birbraer, D. Erlich) – 13:39 \| 3–0 \| \| \| D. Erlich (O. Eizenman) (SH) – 15:44 \| 4–0 \| \| \| \| 4–1 \| 17:18 – S. Muhachev (A. Yotov, M. Giurov) (PP) \| \| S. Frenkel (D. Erlich, D. Mazour) (PP) – 19:42 \| 5–1 \| \| \| \| 5–2 \| 22:01 – M. Nikolov (M. Boyadjiev) (SH) \| \| D. Mazour (D. Erlich, O. Eizenman) (PP) – 34:55 \| 6–2 \| \| \| D. Mazour (D. Erlich, O. Eizenman) (PP) – 35:43 \| 7–2 \| \| \| D. Erlich (D. Mazour, S. Frenkel) (PP) – 38:26 \| 8–2 \| \| \| O. Eizenman (D. Erlich, M. Birbraer) (PP) – 44:03 \| 9–2 \| \| \| D. Erlich – 49:12 \| 10–2 \| \| \| D. Mazour (S. Frenkel, I. Levy) – 49:30 \| 11–2 \| \| \| O. Eizenman (D. Erlich, S. Frenkel) (PP2) – 51:30 \| 12–2 \| \| \| D. Mazour (S. Frenkel, I. Levy) – 53:36 \| 13–2 \| \| |                                    |                                                |                | Játékvezető: Igor Tsernyshov Vonalbírók: Erhan Bulut Mergen Kaydarov |
| 18 perc | Büntetések                         | 28 perc                                        |                | Játékvezető: Igor Tsernyshov Vonalbírók: Erhan Bulut Mergen Kaydarov |
| 52 | Lövések                            | 26                                             |                | Játékvezető: Igor Tsernyshov Vonalbírók: Erhan Bulut Mergen Kaydarov |
| M. Birbraer (O. Eizenman, D. Erlich) – 00:18 | 1–0                                |                                                |                | Játékvezető: Igor Tsernyshov Vonalbírók: Erhan Bulut Mergen Kaydarov |
| M. Birbraer (D. Erlich, O. Eizenman) (PP2) – 12:17 | 2–0                                |                                                |                | Játékvezető: Igor Tsernyshov Vonalbírók: Erhan Bulut Mergen Kaydarov |
| O. Eizenman (M. Birbraer, D. Erlich) – 13:39 | 3–0                                |                                                |                | Játékvezető: Igor Tsernyshov Vonalbírók: Erhan Bulut Mergen Kaydarov |
| D. Erlich (O. Eizenman) (SH) – 15:44 | 4–0                                |                                                |                |                                                                      |
| | 4–1                                | 17:18 – S. Muhachev (A. Yotov, M. Giurov) (PP) |                |                                                                      |
| S. Frenkel (D. Erlich, D. Mazour) (PP) – 19:42 | 5–1                                |                                                |                |                                                                      |
| | 5–2                                | 22:01 – M. Nikolov (M. Boyadjiev) (SH)         |                |                                                                      |
| D. Mazour (D. Erlich, O. Eizenman) (PP) – 34:55 | 6–2                                |                                                |                |                                                                      |
| D. Mazour (D. Erlich, O. Eizenman) (PP) – 35:43 | 7–2                                |                                                |                |                                                                      |
| D. Erlich (D. Mazour, S. Frenkel) (PP) – 38:26 | 8–2                                |                                                |                |                                                                      |
| O. Eizenman (D. Erlich, M. Birbraer) (PP) – 44:03 | 9–2                                |                                                |                |                                                                      |
| D. Erlich – 49:12 | 10–2                               |                                                |                |                                                                      |
| D. Mazour (S. Frenkel, I. Levy) – 49:30 | 11–2                               |                                                |                |                                                                      |
| O. Eizenman (D. Erlich, S. Frenkel) (PP2) – 51:30 | 12–2                               |                                                |                |                                                                      |
| D. Mazour (S. Frenkel, I. Levy) – 53:36 | 13–2                               |                                                |                |                                                                      |

| 2013. április 25. 16:30 | Mexikó | 5–0 (2–0, 2–0, 1–0) | Kína | Kocaeli B.B. Ice Arena, İzmit Nézőszám: 90 |

| Jegyzőkönyv | Jegyzőkönyv                        | Jegyzőkönyv | Jegyzőkönyv              | Jegyzőkönyv                                                                      |
| --- | ---------------------------------- | ----------- | ------------------------ | -------------------------------------------------------------------------------- |
| | Alfonso de Alba Andres de la Garma | Kapusok     | Liu Zhiwei Xia Shengrong | Játékvezető: Vladimir Nalivaiko Vonalbírók: Sergio Biec Cebrian Cemal Ersin Kaya |
| \| M. Sierra (Ad. Cervantes) – 09:13 \| 1–0 \| \| \| Ad. Cervantes (C. Gómez, C. Kelo) (PP2) – 15:30 \| 2–0 \| \| \| B. Arroyo (PP) – 34:15 \| 3–0 \| \| \| M. Colas (PP) – 35:28 \| 4–0 \| \| \| B. Arroyo (PP) – 54:54 \| 5–0 \| \| |                                    |             |                          | Játékvezető: Vladimir Nalivaiko Vonalbírók: Sergio Biec Cebrian Cemal Ersin Kaya |
| 16 perc | Büntetések                         | 97 perc     |                          | Játékvezető: Vladimir Nalivaiko Vonalbírók: Sergio Biec Cebrian Cemal Ersin Kaya |
| 40 | Lövések                            | 21          |                          | Játékvezető: Vladimir Nalivaiko Vonalbírók: Sergio Biec Cebrian Cemal Ersin Kaya |
| M. Sierra (Ad. Cervantes) – 09:13 | 1–0                                |             |                          | Játékvezető: Vladimir Nalivaiko Vonalbírók: Sergio Biec Cebrian Cemal Ersin Kaya |
| Ad. Cervantes (C. Gómez, C. Kelo) (PP2) – 15:30 | 2–0                                |             |                          | Játékvezető: Vladimir Nalivaiko Vonalbírók: Sergio Biec Cebrian Cemal Ersin Kaya |
| B. Arroyo (PP) – 34:15 | 3–0                                |             |                          | Játékvezető: Vladimir Nalivaiko Vonalbírók: Sergio Biec Cebrian Cemal Ersin Kaya |
| M. Colas (PP) – 35:28 | 4–0                                |             |                          |                                                                                  |
| B. Arroyo (PP) – 54:54 | 5–0                                |             |                          |                                                                                  |

| 2013. április 25. 20:00 | Törökország | 1–2 (0–0, 1–2, 0–0) | Új-Zéland | Kocaeli B.B. Ice Arena, İzmit Nézőszám: 300 |

| Jegyzőkönyv | Jegyzőkönyv   | Jegyzőkönyv                                    | Jegyzőkönyv   | Jegyzőkönyv                                                       |
| --- | ------------- | ---------------------------------------------- | ------------- | ----------------------------------------------------------------- |
| | Erol Kahraman | Kapusok                                        | Richard Parry | Játékvezető: Tim Tzirtziganis Vonalbírók: Mart Eerme Mathieu Loos |
| \| \| 0–1 \| 21:01 – C. Huber (D. Nicholls, B. Haines) (PP) \| \| \| 0–2 \| 24:15 – I. Wannamaker (J. Lawrence) \| \| Y. Halil (B. Kosemen, G. Solak) – 29:47 \| 1–2 \| \| |               |                                                |               | Játékvezető: Tim Tzirtziganis Vonalbírók: Mart Eerme Mathieu Loos |
| 16 perc | Büntetések    | 14 perc                                        |               | Játékvezető: Tim Tzirtziganis Vonalbírók: Mart Eerme Mathieu Loos |
| 27 | Lövések       | 48                                             |               | Játékvezető: Tim Tzirtziganis Vonalbírók: Mart Eerme Mathieu Loos |
| | 0–1           | 21:01 – C. Huber (D. Nicholls, B. Haines) (PP) |               | Játékvezető: Tim Tzirtziganis Vonalbírók: Mart Eerme Mathieu Loos |
| | 0–2           | 24:15 – I. Wannamaker (J. Lawrence)            |               | Játékvezető: Tim Tzirtziganis Vonalbírók: Mart Eerme Mathieu Loos |
| Y. Halil (B. Kosemen, G. Solak) – 29:47 | 1–2           |                                                |               | Játékvezető: Tim Tzirtziganis Vonalbírók: Mart Eerme Mathieu Loos |

| 2013. április 27. 13:00 | Mexikó | 4–3 (0–0, 1–2, 3–1) | Izrael | Kocaeli B.B. Ice Arena, İzmit Nézőszám: 80 |

| Jegyzőkönyv | Jegyzőkönyv     | Jegyzőkönyv                                       | Jegyzőkönyv    | Jegyzőkönyv                                                          |
| --- | --------------- | ------------------------------------------------- | -------------- | -------------------------------------------------------------------- |
| | Alfonso de Alba | Kapusok                                           | Avihu Sorotzky | Játékvezető: Vladimir Nalivaiko Vonalbírók: Erhan Bulut Mathieu Loos |
| \| \| 0–1 \| 23:23 – O. Eizenman (D. Erlich) (SH) \| \| A. Gutiérrez (R. Chabat, B. Arroyo) (PP) – 28:45 \| 1–1 \| \| \| \| 1–2 \| 32:05 – O. Eizenman (M. Birbraer, D. Erlich) (PP) \| \| B. Arroyo (PP) – 41:24 \| 2–2 \| \| \| \| 2–3 \| 49:16 – D. Mazour (D. Erlich, M. Birbraer) (PP) \| \| B. Arroyo (L. de la Vega) (PP) – 53:43 \| 3–3 \| \| \| C. Kelo (S. Sierra, M. Colas) – 54:12 \| 4–3 \| \| |                 |                                                   |                | Játékvezető: Vladimir Nalivaiko Vonalbírók: Erhan Bulut Mathieu Loos |
| 16 perc | Büntetések      | 36 perc                                           |                | Játékvezető: Vladimir Nalivaiko Vonalbírók: Erhan Bulut Mathieu Loos |
| 31 | Lövések         | 19                                                |                | Játékvezető: Vladimir Nalivaiko Vonalbírók: Erhan Bulut Mathieu Loos |
| | 0–1             | 23:23 – O. Eizenman (D. Erlich) (SH)              |                | Játékvezető: Vladimir Nalivaiko Vonalbírók: Erhan Bulut Mathieu Loos |
| A. Gutiérrez (R. Chabat, B. Arroyo) (PP) – 28:45 | 1–1             |                                                   |                | Játékvezető: Vladimir Nalivaiko Vonalbírók: Erhan Bulut Mathieu Loos |
| | 1–2             | 32:05 – O. Eizenman (M. Birbraer, D. Erlich) (PP) |                | Játékvezető: Vladimir Nalivaiko Vonalbírók: Erhan Bulut Mathieu Loos |
| B. Arroyo (PP) – 41:24 | 2–2             |                                                   |                |                                                                      |
| | 2–3             | 49:16 – D. Mazour (D. Erlich, M. Birbraer) (PP)   |                |                                                                      |
| B. Arroyo (L. de la Vega) (PP) – 53:43 | 3–3             |                                                   |                |                                                                      |
| C. Kelo (S. Sierra, M. Colas) – 54:12 | 4–3             |                                                   |                |                                                                      |

| 2013. április 27. 16:30 | Bulgária | 3–6 (3–1, 0–2, 0–3) | Törökország | Kocaeli B.B. Ice Arena, İzmit Nézőszám: 350 |

| Jegyzőkönyv | Jegyzőkönyv    | Jegyzőkönyv                               | Jegyzőkönyv   | Jegyzőkönyv                                                        |
| --- | -------------- | ----------------------------------------- | ------------- | ------------------------------------------------------------------ |
| | Nikola Nikolov | Kapusok                                   | Erol Kahraman | Játékvezető: Viki Trilar Vonalbírók: Tibor Fazekas Mergen Kaydarov |
| \| G. Iskrenov (M. Giurov) – 02:44 \| 1–0 \| \| \| G. Iskrenov (A. Yotov) – 09:58 \| 2–0 \| \| \| \| 2–1 \| 13:58 – Y. Halil (G. Hamarat) (SH) \| \| G. Iskrenov (S. Muhachev, C. Cvetanov) (PP) – 14:34 \| 3–1 \| \| \| \| 3–2 \| 31:41 – E. Coşkun (G. Hamarat, S. Gümüş) \| \| \| 3–3 \| 37:58 – S. Gümüş (PP) \| \| \| 3–4 \| 49:31 – Y. Halil (SH) \| \| \| 3–5 \| 50:13 – S. Gümüş (G. Çetinkaya, G. Solak) \| \| \| 3–6 \| 52:04 – E. Coşkun (B. Koseman, S. Gümüş) \| |                |                                           |               | Játékvezető: Viki Trilar Vonalbírók: Tibor Fazekas Mergen Kaydarov |
| 14 perc | Büntetések     | 22 perc                                   |               | Játékvezető: Viki Trilar Vonalbírók: Tibor Fazekas Mergen Kaydarov |
| 33 | Lövések        | 43                                        |               | Játékvezető: Viki Trilar Vonalbírók: Tibor Fazekas Mergen Kaydarov |
| G. Iskrenov (M. Giurov) – 02:44 | 1–0            |                                           |               | Játékvezető: Viki Trilar Vonalbírók: Tibor Fazekas Mergen Kaydarov |
| G. Iskrenov (A. Yotov) – 09:58 | 2–0            |                                           |               | Játékvezető: Viki Trilar Vonalbírók: Tibor Fazekas Mergen Kaydarov |
| | 2–1            | 13:58 – Y. Halil (G. Hamarat) (SH)        |               | Játékvezető: Viki Trilar Vonalbírók: Tibor Fazekas Mergen Kaydarov |
| G. Iskrenov (S. Muhachev, C. Cvetanov) (PP) – 14:34 | 3–1            |                                           |               |                                                                    |
| | 3–2            | 31:41 – E. Coşkun (G. Hamarat, S. Gümüş)  |               |                                                                    |
| | 3–3            | 37:58 – S. Gümüş (PP)                     |               |                                                                    |
| | 3–4            | 49:31 – Y. Halil (SH)                     |               |                                                                    |
| | 3–5            | 50:13 – S. Gümüş (G. Çetinkaya, G. Solak) |               |                                                                    |
| | 3–6            | 52:04 – E. Coşkun (B. Koseman, S. Gümüş)  |               |                                                                    |

| 2013. április 27. 20:00 | Új-Zéland | 6–5 (2–1, 0–3, 4–1) | Kína | Kocaeli B.B. Ice Arena, İzmit Nézőszám: 250 |

| Jegyzőkönyv | Jegyzőkönyv   | Jegyzőkönyv                         | Jegyzőkönyv              | Jegyzőkönyv                                                             |
| --- | ------------- | ----------------------------------- | ------------------------ | ----------------------------------------------------------------------- |
| | Richard Parry | Kapusok                             | Liu Zhiwei Xia Shengrong | Játékvezető: Igor Tsernyshov Vonalbírók: Sergio Biec Cebrian Mart Eerme |
| \| I. Wannamaker (N. Henderson, J. Lawrence) – 01:21 \| 1–0 \| \| \| J. Hay (P. Heyd) – 08:08 \| 2–0 \| \| \| \| 2–1 \| 18:07 – Hu T. (Fu N., Yang M.) (PP) \| \| \| 2–2 \| 20:38 – Hu T. (Yang M.) (PP2) \| \| \| 2–3 \| 28:55 – Hu T. (Yang M.) \| \| \| 2–4 \| 35:03 – Bao J. (Hu T.) \| \| A. Cox (C. Huber) – 40:36 \| 3–4 \| \| \| J. Hay (P. Heyd) – 42:24 \| 4–4 \| \| \| \| 4–5 \| 47:28 – W. Chongwei (Fu N.) (PP) \| \| A. Cox (P. Heyd) – 49:50 \| 5–5 \| \| \| R. Idoine (I. Wannamaker P. Heyd) – 59:36 \| 6–5 \| \| |               |                                     |                          | Játékvezető: Igor Tsernyshov Vonalbírók: Sergio Biec Cebrian Mart Eerme |
| 32 perc | Büntetések    | 14 perc                             |                          | Játékvezető: Igor Tsernyshov Vonalbírók: Sergio Biec Cebrian Mart Eerme |
| 42 | Lövések       | 30                                  |                          | Játékvezető: Igor Tsernyshov Vonalbírók: Sergio Biec Cebrian Mart Eerme |
| I. Wannamaker (N. Henderson, J. Lawrence) – 01:21 | 1–0           |                                     |                          | Játékvezető: Igor Tsernyshov Vonalbírók: Sergio Biec Cebrian Mart Eerme |
| J. Hay (P. Heyd) – 08:08 | 2–0           |                                     |                          | Játékvezető: Igor Tsernyshov Vonalbírók: Sergio Biec Cebrian Mart Eerme |
| | 2–1           | 18:07 – Hu T. (Fu N., Yang M.) (PP) |                          | Játékvezető: Igor Tsernyshov Vonalbírók: Sergio Biec Cebrian Mart Eerme |
| | 2–2           | 20:38 – Hu T. (Yang M.) (PP2)       |                          |                                                                         |
| | 2–3           | 28:55 – Hu T. (Yang M.)             |                          |                                                                         |
| | 2–4           | 35:03 – Bao J. (Hu T.)              |                          |                                                                         |
| A. Cox (C. Huber) – 40:36 | 3–4           |                                     |                          |                                                                         |
| J. Hay (P. Heyd) – 42:24 | 4–4           |                                     |                          |                                                                         |
| | 4–5           | 47:28 – W. Chongwei (Fu N.) (PP)    |                          |                                                                         |
| A. Cox (P. Heyd) – 49:50 | 5–5           |                                     |                          |                                                                         |
| R. Idoine (I. Wannamaker P. Heyd) – 59:36 | 6–5           |                                     |                          |                                                                         |